# Diamantbollen
Diamantbollen är ett fotbollspris som delas ut årligen av Sydsvenska Dagbladet och Svenska Fotbollförbundet till årets främsta kvinnliga fotbollsspelare. Diamantbollen instiftades 1990 av tidningen Arbetet och Svenska Fotbollförbundet, och har delats ut på fotbollsgalan sedan 1995. Då Arbetet gick i konkurs övertog Sydsvenska Dagbladet deras roll. Priset i dess nuvarande utförande (sedan 2001) är formgivet av Melanie Rydoff. 
Åren 1980–1989 utdelades ett liknande pris, årets fotbollstjej.

## Pristagare

### Årets fotbollstjej 1980–1989
| År   | Pristagare         | Klubb           |
| ---- | ------------------ | --------------- |
| 1980 | Anna Svenjeby      | Kronängs IF     |
| 1981 | Pia Sundhage       | Jitex BK        |
| 1982 | Anette Börjesson   | Jitex BK        |
| 1983 | Elisabeth Leidinge | Jitex BK        |
| 1984 | Lena Videkull      | Trollhättans IF |
| 1985 | Eva Andersson      | Sundsvalls DFF  |
| 1986 | Gunilla Axén       | Gideonsbergs IF |
| 1987 | Eleonor Hultin     | Gais            |
| 1988 | Lena Videkull (2)  | Öxabäcks IF     |
| 1989 | Eleonor Hultin (2) | Jitex           |

### Diamantbollen 1990–
| År   | Pristagare              | Klubb                             |
| ---- | ----------------------- | --------------------------------- |
| 1990 | Eva Zeikfalvy           | Malmö FF                          |
| 1991 | Elisabeth Leidinge (2)  | Jitex BK                          |
| 1992 | Anneli Andelén          | Öxabäck/Mark IF                   |
| 1993 | Lena Videkull (3)       | Malmö FF                          |
| 1994 | Kristin Bengtsson       | Hammarby IF                       |
| 1995 | Malin Andersson         | Älvsjö AIK                        |
| 1996 | Malin Swedberg          | Älvsjö AIK                        |
| 1997 | Ulrika Karlsson         | Bälinge IF                        |
| 1998 | Victoria Svensson       | Älvsjö AIK                        |
| 1999 | Cecilia Sandell         | Älvsjö AIK                        |
| 2000 | Tina Nordlund           | Umeå IK                           |
| 2001 | Malin Moström           | Umeå IK                           |
| 2002 | Hanna Ljungberg         | Umeå IK                           |
| 2003 | Victoria Svensson (2)   | Djurgården/Älvsjö                 |
| 2004 | Kristin Bengtsson (2)   | Djurgården/Älvsjö                 |
| 2005 | Hanna Marklund          | Sunnanå SK                        |
| 2006 | Lotta Schelin           | Kopparbergs/Göteborg FC           |
| 2007 | Therese Sjögran         | LdB FC Malmö                      |
| 2008 | Frida Östberg           | Umeå IK                           |
| 2009 | Caroline Seger          | Linköping FC                      |
| 2010 | Therese Sjögran (2)     | LdB FC Malmö                      |
| 2011 | Lotta Schelin (2)       | Olympique Lyonnais                |
| 2012 | Lotta Schelin (3)       | Olympique Lyonnais                |
| 2013 | Lotta Schelin (4)       | Olympique Lyonnais                |
| 2014 | Lotta Schelin (5)       | Olympique Lyonnais                |
| 2015 | Hedvig Lindahl          | Chelsea Ladies FC                 |
| 2016 | Hedvig Lindahl (2)      | Chelsea Ladies FC                 |
| 2017 | Kosovare Asllani        | Manchester City WFC/Linköpings FC |
| 2018 | Nilla Fischer           | VfL Wolfsburg                     |
| 2019 | Caroline Seger (2)      | FC Rosengård                      |
| 2020 | Magdalena Eriksson      | Chelsea Ladies FC                 |
| 2021 | Fridolina Rolfö         | FC Barcelona                      |
| 2022 | Fridolina Rolfö (2)     | FC Barcelona                      |
| 2023 | Elin Rubensson          | BK Häcken FF                      |
| 2024 | Johanna Rytting Kaneryd | Chelsea FC                        |